# چشیوا بارا
چشیوا بارا (به صربی: Češljeva Bara) یک روستا در صربستان است که در ولیکو گردیشت واقع شده‌است. چشیوا بارا ۴۸۹ نفر جمعیت دارد.